# Arv Kinsky
Arv Jendre Kinsky (* 13. November 2005 in Husum) ist ein deutscher Handballspieler. Er wird als Rechtsaußen eingesetzt.

## Werdegang
Kinskys Vereinslaufbahn im Handball begann im Alter von fünf Jahren beim Bredstedter TSV. Anschließend spielte er im Nachwuchs der Handballspielgemeinschaft SZ Ohrstedt/TSV Ostenfeld-Wittbek-Winnert (HSG SZOWW), ehe er als B-Jugendlicher zur SG Flensburg-Handewitt ging. Mit der SG wurde er Zweiter der deutschen U 17-Meisterschaft und gewann den DHB-Pokal im Altersbereich U 19.
Hauptsächlich kam Kinsky im Herrenbereich zunächst für SG Flensburg-Handewitts U23-Mannschaft zum Einsatz. Ende Februar 2024 bestritt er in der EHF European League gegen RK Vojvodina sein erstes Spiel für die SG-Profimannschaft und erzielte zwei Tore. Im weiteren Verlauf der Saison gewannen die Norddeutschen den europäischen Wettbewerb.
In der Saison 2024/25 lief er mit Zweitspielrecht auch in der 3. Liga für den DHK Flensborg auf. Anfang Juni 2025 spielte Kinsky erstmals für Flensburg-Handewitt in der Bundesliga.
Zur Saison 2025/26 wechselte er fest zum Drittligisten DHK Flensborg.